# Mufti
Mufti (arabiska: مفتي, "en som avger ett utlåtande") är inom islam en rättslärd som uttolkar den religiösa lagen, sharia, islamiska regler och andra teologiska frågor. Frågorna kan ställas av staten, institutioner, organisationer eller enskilda individer. De svar muftin ger på dessa frågor kallas fatwa. Enligt teorin behöver en mufti ej en speciell examen för att bli och utnämna sig själv till mufti. Det är upp till omgivningen att bekräfta muftin eller ej, för dennas specifika kunskap och tolkning av islam. Dock ser verkligheten något annorlunda ut då de mufti som får och fått gehör historiskt sett ofta läst vid de stora universiteten och först erkänts som muftis då deras lärare ansett dem vara tillräckligt lärda för att ge muslimer råd. En muftis svar bör vara i objektiv form, då muftin är representant för islamisk lag, sharia. Muftin bör veta sina kunskapsmässiga begränsningar och vid villrådighet inkludera frasen wa-Allah a'lam, "men Gud vet bäst" i sin fatwa, för att visa på människans begränsningar i förhållande till Guds allvetande
I Osmanska riket och i kalifaten var mufti namnet på en i varje större stad anställd ämbetsman, som på anhållan av vilken muslim som helst var skyldig att rörande alla teologiska, moraliska, civilrättsliga och straffrättsliga spörsmål avge sitt utlåtande. Ursprungligen bildade mufti, såsom "lagtolkarnas" kår, den andra stora klassen av ulama och hade rang framför den till tredje klassen hörande "lagskiparnas" kår, qadi. Sedermera blev emellertid en stads mufti överallt utom i Konstantinopel underordnad i rang, men ej beroende av dess kadi.
Konstantinopels mufti, vilken som sådan i Osmanska riket bar titeln mujti-ul-enam ("människosläktets mufti"; kallades ofta i västvärlden stormufti), och var under sin vanliga titel av schejk-ul-islam innehavare av rikets högsta värdighet. Alla övriga osmanska mufti hade sinsemellan samma rang, betalades av de rättssökande och beklädde sitt ämbete för livstid, vilket inte hindrade, att de till- och avsattes efter "stormuftins" godtycke.